# Streets
"Streets" é uma canção da rapper e cantora estadunidense Doja Cat, gravada para seu segundo álbum de estúdio Hot Pink (2019). Uma faixa R&B, a letra da canção fala sobre o desejo de retornar ao ex-parceiro romântico. A faixa se tornou um sleeper hit 15 meses após o lançamento de Hot Pink, no início de 2021, como resultado de um desafio do TikTok que fez uso de "Streets" se tornando viral. Posteriormente, foi enviada para rádios pop dos Estados Unidos através da Kemosabe e RCA Records em 16 de fevereiro de 2021, servindo como o sétimo e último single de Hot Pink.
A trend do TikTok, chamada de "Challenge da Silhueta", gerou um videoclipe e um remix da canção, ambos referenciando o desafio em questão. O "Silhouette Remix", lançado em 12 de março de 2021, inclui um trecho da canção "Put Your Head on My Shoulder" (1959) de Paul Anka. "Streets" alcançou o número 16 na Billboard Hot 100 dos EUA e o número três na Hot R&B Songs. A canção também alcançou o top 20 na Austrália, Canadá, Grécia, Irlanda, Nova Zelândia, Eslováquia e Reino Unido. Além disso, "Streets" recebeu várias certificações musicais, incluindo uma platina tripla da Australian Recording Industry Association (ARIA), uma platina da Recorded Music NZ (RMNZ) e uma de ouro da British Phonographic Industry (BPI).

## Antecedentes

### Produção e composição
A versão original de "Streets" foi escrita por Doja Cat, David Sprecher (Yeti Beats), Lydia Asrat, e os produtores da faixa Dominique e Darius Logan, irmãos que formam uma banda de duas pessoas chamada Blaq Tuxedo. Contém sample de "Streets Is Callin" (2003), interpretada pela banda B2K de seu álbum de trilha sonora You Got Served. Como "Streets" contém sample de B2K, os compositores deste último—Theron Otis Feemster, Christopher Jefferies e Demarie Sheki—também foram creditados pelo single.
Com duração de três minutos e 47 segundos, "Streets" é uma balada de R&B que contém elementos de trap e foi descrita como "sensual", "melancolia", e "com alma". A letra mostra Doja Cat admitindo que ela não consegue se imaginar sem seu ex-parceiro após o término, dizendo: "Eu não consigo mais dormir / Na minha cabeça, nós pertencemos / E eu não posso ficar sem você / Por que não consigo encontrar ninguém como você?".

### Challenge da Silhueta

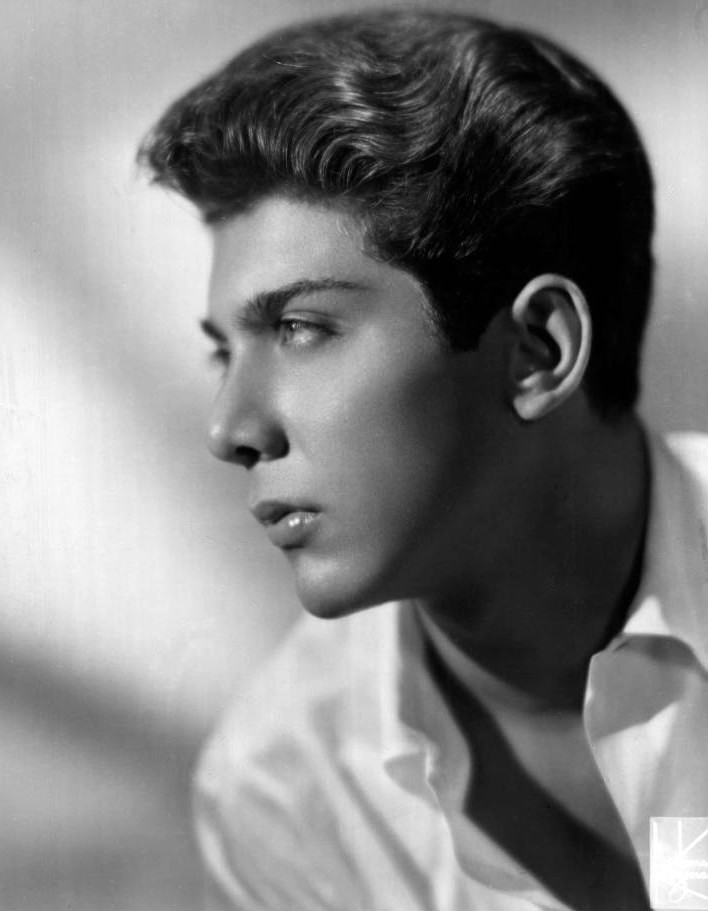
O "Silhouette Remix" de "Streets", inspirado no challenge viral do TikTok de mesmo nome, contém sample de "Put Your Head on My Shoulder" (1959) de Paul Anka (foto).

Hot Pink, o álbum em que "Streets" aparece, foi lançado em 7 de novembro de 2019. A gravadora de Doja Cat, RCA Records, considerou a faixa um "destaque" do álbum, mas não achou que ganharia um nível de reconhecimento semelhante aos singles "Say So" ou "Juicy". Falando em nome da empresa em uma entrevista à Billboard, o COO John Fleckenstein pensou que a RCA havia "seguido" do Hot Pink com a quantidade de singles que o álbum produziu. No entanto, no início de 2021, cerca de 15 meses após seu lançamento inicial, a faixa experimentou um aumento de popularidade no aplicativo de compartilhamento de vídeos TikTok.
Na plataforma, a usuária Giulia Di Nicolantonio criou um mashup de "Streets" e o hit de Paul Anka "Put Your Head on My Shoulder" (1959), que se tornou a trilha sonora da hashtag viral "Silhouette Challenge". Os participantes posavam e dançavam ao ritmo das duas canções, com a parte de Anka tocando primeiro. Uma vez que "Put Your Head on My Shoulder" termina e a batida cai para sinalizar o início de "Streets", os usuários do TikTok se mostram "banhados" em iluminação vermelha, retroiluminada para dar a impressão de uma silhueta. Durante o primeiro mês da trend ganhando força, o mashup apareceu em mais de 300.000 vídeos na plataforma, e clipes que continham a hashtag "Silhueta" foram vistos, no total, cerca de 526 milhões de vezes. Consequentemente, o desafio ajudou a impulsionar "Streets" nas paradas da Billboard Hot 100 e Spotify Top 200. Os cantores que participaram da trend incluíram Chloe Bailey de Chloe x Halle, Lizzo e Cardi B.

## Lançamento e promoção
"Streets" foi lançada através da Kemosabe e RCA Records em 7 de novembro de 2019 como a nona faixa do segundo álbum de estúdio de Doja Cat, Hot Pink. Em 5 de março de 2020, como parte de Doja Cat se tornar a primeira artista da campanha Lift 2020 da Vevo, ela estreou uma apresentação ao vivo para a canção. Em 24 de dezembro de 2020, seis apresentações de três canções diferentes de Hot Pink foram publicadas no YouTube. Duas dessas apresentações foram versões ao vivo de "Streets". Em janeiro de 2021, a canção começou a ganhar força nos serviços de streaming, bem como na plataforma de compartilhamento de vídeos TikTok, depois que várias apresentações ao vivo da canção foram lançadas no YouTube. Após seu aumento no reconhecimento, "Streets" foi enviada através da Kemosabe e RCA Records para rádios pop dos Estados Unidos em 16 de fevereiro de 2021, servindo como o sétimo e último single de Hot Pink.
Uma versão do popular medley do TikTok foi disponibilizada em 12 de março, apelidada de "Silhouette Remix" após o desafio homônimo, ao lado de um remix da banda Disclosure. Uma semana depois de 12 de março, Kemosabe e RCA Records lançaram um EP que incluiu a versão de Disclosure de "Streets", junto com outros quatro remixes de DJ Sliink, Lazerbeak, Party Favor e Ape Drums.

## Análise da crítica
Lucy Shanker do Consequence of Sound observou que "Streets" apresenta Doja Cat em sua forma "mais séria" durante o tempo de execução do Hot Pink, enquanto Lakin Starling do Pitchfork a considerou como uma canção que mostra a "suavidade" da rapper. Este último achou que o som específico usado em faixas como "Streets" corria o "risco" de os ouvintes "confundirem [ela]" com outro artista devido aos vários tons do álbum. No entanto, Starling gostou de como Doja Cat mostrou sua versatilidade na canção "ultra-suave e fria"—Shanker compartilhou uma opinião semelhante sobre essa versatilidade, chamando "Streets" de uma "faixa essencial" que as pessoas deveriam ouvir. Starling também comentou que sua voz lenta e rouca na canção foi uma das performances vocais mais claras do álbum.

## Videoclipe

O videoclipe de "Streets" mostra Doja Cat posando e dançando em uma luz vermelha, uma referência ao Challenge da Silhueta que aumentou a popularidade da canção. Heran Mamo, redator da Billboard, resumiu o vídeo como uma "versão épica" da trend do TikTok.

Um videoclipe de "Streets", dirigido por Christian Breslauer, estreou em 9 de março de 2021, enquanto Doja Cat se preparava para o lançamento de seu terceiro álbum de estúdio, Planet Her. Descrito pela Rolling Stone como uma "fantasia de terror" "sensual" e "assustadora" e pela Billboard como a "versão épica" de Doja Cat do Challenge da Silhueta, o vídeo começa com uma cena de um motorista estrelado por Kofi Siriboe.
Enquanto dentro de um táxi em uma rua muito congestionada, o motorista percebe Doja Cat posando como um manequim em uma vitrine do outro lado da calçada. Semelhante ao remix do TikTok, os primeiros segundos de "Put Your Head on My Shoulder" de Paul Anka começam a tocar. Após a queda da batida, Doja Cat, ainda na vitrine, realiza o Challenge da Silhueta. As luzes de repente mudam para uma cor vermelha, e a canção muda de "Put Your Head on My Shoulder" para "Streets" enquanto ela dança ao ritmo, seduzindo o motorista do táxi ao fazê-lo.
O videoclipe então corta para Doja Cat dançando em cima do capô de um carro destruído enquanto começa a chover. Um grupo de homens, usando lentes de contato brancas e parecendo ser mortos-vivos, posteriormente emerge da estrada em que o carro está estacionado para formar uma multidão ao redor dela. O motorista da cena anterior retorna e se aproxima de Doja Cat, mas ela o prende e o puxa para cima usando teia de aranha. A próxima cena mostra Doja Cat subindo na superfície da parede de tijolos de um prédio e se comportando como uma aranha. O motorista do táxi, agora preso no topo do prédio, é mostrado coberto por uma enorme teia que Doja Cat criou. Escrevendo para Uproxx, Aaron Williams descreveu as imagens de aranha do videoclipe como "de alto conceito", aparentemente uma inclusão planejada para gerar interesse na canção, mesmo que o lançamento tenha sido uma reação a uma faixa já viral.
Quando "Streets" chega ao fim, o vídeo muda para uma cena de Doja Cat enquanto ela se reclina no sofá da sala. Residindo em uma casa localizada em um local de testes nucleares, ela descansa a cabeça no colo de um manequim que se parece com o motorista do táxi. A câmera posteriormente foca em uma janela para mostrar uma bomba que é detonada nas proximidades, e a explosão resultante incendeia tudo na sala de estar. Quando "Streets" termina de tocar, o videoclipe corta para o motorista dentro de seu táxi, onde é revelado que ele imaginou tudo o que aconteceu antes. Ele é surpreendido por sua fantasia e se vira para encontrar Doja Cat mais uma vez, embora desta vez ela seja mostrada como passageira de seu táxi.

## Faixas e formatos
| Download digital / streaming |           |         |  |
| N.º                          | Título    | Duração |  |
| 1.                           | "Streets" | 3:47    |  |

| Download digital / streaming |                              |         |  |
| N.º                          | Título                       | Duração |  |
| 1.                           | "Streets" (Silhouette Remix) | 4:02    |  |

| Download digital / streaming |                              |         |  |
| N.º                          | Título                       | Duração |  |
| 1.                           | "Streets" (Disclosure Remix) | 4:14    |  |

| Download digital / streaming |                               |         |  |
| N.º                          | Título                        | Duração |  |
| 1.                           | "Streets" (Disclosure Remix)  | 4:14    |  |
| 2.                           | "Streets" (DJ Sliink Remix)   | 2:13    |  |
| 3.                           | "Streets" (Lazerbeak Remix)   | 3:26    |  |
| 4.                           | "Streets" (Party Favor Remix) | 3:20    |  |
| 5.                           | "Streets" (Ape Drums Remix)   | 2:55    |  |

## Créditos
Todo o processo de elaboração de "Streets" atribui os seguintes créditos:
Gravação e publicação
- Gravada nos Westlake Recording Studios (Los Angeles, Califórnia)
- Masterizada no Bernie Grundman Mastering (Hollywood, Califórnia)
- Contém demonstrações de "Streets Is Callin'", escrita por Theron Otis Feemster, Christopher Jeffries e Demarie Sheki e interpretada por B2K, publicada pela Feemstro/Universal Music-Z Tunes LLC (ASCAP), Ole New Colorful Picture Music/Anthem Entertainment (ASCAP).

Pessoal
- Doja Cat: vocais, composição
- Dominique Logan: composição, produção para Blaq Tuxedo
- Darius Logan: composição, produção para Blaq Tuxedo
- Lydia Asrat: composição
- David Sprecher: composição
- Theron Otis Feemster: composição
- Christopher Jefferies: composição
- Demarie Sheki: composição
- Rian Lewis: engenharia
- Neal H Pogue: mixagem
- Mike Bozzi: masterização

## Desempenho nas tabelas musicais
| Tabela musical (2021)                         | Melhor posição |
| --------------------------------------------- | -------------- |
| Alemanha (Offizielle Deutsche Charts)         | 99             |
| Austrália (ARIA)                              | 12             |
| Áustria (Ö3 Austria Top 75)                   | 54             |
| Bélgica (Ultratip Bubbling Under de Flandres) | 24             |
| Canadá (Canadian Hot 100)                     | 19             |
| República Checa (Singles Digitál Top 100)     | 50             |
| Eslováquia (Singles Digitál Top 100)          | 13             |
| Estados Unidos (Billboard Hot 100)            | 16             |
| Estados Unidos (Billboard R&B/Hip-Hop Songs)  | 7              |
| Estados Unidos (Billboard Rhythmic)           | 31             |
| França (SNEP)                                 | 105            |
| Mundo (Billboard Global 200)                  | 8              |
| Grécia (IFPI)                                 | 2              |
| Hungria (Single Top 40)                       | 37             |
| Hungria (Stream Top 40)                       | 26             |
| Irlanda (IRMA)                                | 9              |
| Lituânia (AGATA)                              | 4              |
| Nova Zelândia (Recorded Music NZ)             | 10             |
| Países Baixos (Single Top 100)                | 81             |
| Portugal (AFP)                                | 21             |
| Reino Unido (UK Singles Chart)                | 12             |
| Reino Unido (OCC UK R&B)                      | 4              |
| Suécia (Sverigetopplistan)                    | 71             |
| Suíça (Schweizer Hitparade)                   | 27             |

| Tabela (2021)                          | Posição |
| -------------------------------------- | ------- |
| Austrália (ARIA)                       | 34      |
| Canadá (Canadian Hot 100)              | 73      |
| Estados Unidos (Billboard Hot 100)     | 67      |
| Estados Unidos (Hot R&B/Hip-Hop Songs) | 31      |
| Global 200 (Billboard)                 | 36      |
| Nova Zelândia (Recorded Music NZ)      | 31      |
| Reino Unido (UK Singles Chart)         | 50      |

## Certificações
| Região | Certificação | Vendas     |
| --- | ------------ | ---------- |
| Austrália (ARIA) | 3× Platina   | 210,000‡   |
| Brasil (Pro-Música Brasil)                                                                                           | Diamante     | 160,000‡   |
| Nova Zelândia (RMNZ)                                                                                                 | Platina      | 30,000‡    |
| Polónia (ZPAV) | Platina      | 20,000‡    |
| Portugal (AFP) | Platina      | 10,000‡    |
| Reino Unido (BPI) | Ouro         | 400,000‡   |
| Suíça (IFPI Suécia)                                                                                                  | Ouro         | 10,000‡    |
| Streaming |              |            |
| Grécia (IFPI Grécia)                                                                                                 | Platina      | 2,000,000† |
| ‡ Vendas+valores de streaming baseados apenas na certificação † Números de streaming baseados apenas na certificação |              |            |

## Histórico de lançamento
| Região         | Data                    | Formato(s)                 | Versão              | Gravadora(s) | Ref.   |
| -------------- | ----------------------- | -------------------------- | ------------------- | ------------ | ------ |
| Estados Unidos | 16 de fevereiro de 2021 | Rádios pop                 | Original            | Kemosabe RCA | [ 18 ] |
| Várias         | 12 de março de 2021     | Download digital streaming | Remix Silhouette    | Kemosabe RCA | [ 27 ] |
| Várias         | 12 de março de 2021     | Download digital streaming | Remix de Disclosure | Kemosabe RCA | [ 28 ] |
| Várias         | 19 de março de 2021     | Download digital streaming | EP de remixes       | Kemosabe RCA | [ 21 ] |